# لاسا-۶۰ آروماچی
لاسا-۶۰ آروماچی (به انگلیسی: Aermacchi_AL-60) یک هواگرد ملخ‌پیشین تک‌موتوره از نوع ترابری ساخت شرکت لاکهید کورپوریشن است. هواگرد لاسا-۶۰ آروماچی نخستین پروازش را در ۱۵ سپتامبر ۱۹۵۹ میلادی انجام داد.
طراح این هواگرد، Al Mooney بود.